# Ngựa sa mạc Namib

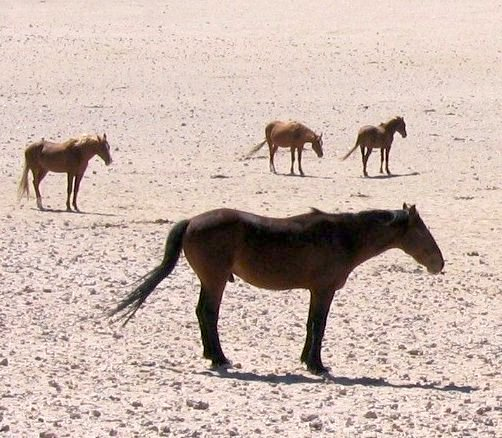
Một con ngựa sa mạc

Ngựa sa mạc Namib là một loại ngựa đi hoang hiếm được tìm thấy tại sa mạc Namib của Namibia ở châu Phi. Nó có lẽ là đàn hoang dã duy nhất của những con ngựa đang sinh sống ở châu Phi, với quần thể dao động trong khoảng 90 tới 150 cá thể. Ngựa Namib có dáng vẻ lực lưỡng, giống như những con ngựa cưỡi nhẹ từ châu Âu, chúng thường có màu sẫm tối.
Mặc cho môi trường khắc nghiệt mà chúng sinh sống, những con ngựa này thường ở trong tình trạng khá tốt, ngoại trừ trạng thái trong thời điểm cực kỳ khô hạn. Những con ngựa đã là chủ đề của một vài nghiên cứu quần thể, trong đó đã đưa ra hiểu biết đáng kể về biến động quần thể của chúng và khả năng tồn tại trong điều kiện sa mạc.

## Tổng quan
Nguồn gốc của ngựa sa mạc Namib là không rõ ràng, mặc dù một số giả thuyết đã được đưa ra. Các xét nghiệm di truyền đã được thực hiện, mặc dù chưa có xét nghiệm nào cho tới nay xác minh trọn vẹn nguồn gốc của chúng. Các tổ tiên có khả năng nhất của những con ngựa này là sự pha trộn của những con ngựa cưỡi và những con ngựa kỵ binh, nhiều cá thể ra đời từ các chương trình nhân giống của Đức, phát tán từ các trang trại và các trại khác nhau ở đầu thế kỷ 20, đặc biệt là trong Thế chiến I.
Dù nguồn gốc thế nào đi chăng nữa của chúng, những con ngựa này cuối cùng tụ tập ở vùng đồng bằng Garub, gần Aus, Namibia, nơi có một nguồn nước nhân tạo. Chúng thường bị bỏ qua bởi con người, ngoại trừ mối đe dọa tiễu trừ định kỳ do khả năng rằng chúng đang phá hủy môi trường sống của động vật ăn cỏ bản địa, cho đến những năm 1980. Năm 1984, các khảo sát trên không đầu tiên đã được thực hiện, và vào năm 1986, vùng đất gặm cỏ truyền thống của chúng được nhập vào vườn quốc gia Namib-Naukluft.
Tại một số điểm, một số con ngựa đã bị loại bỏ khỏi đàn, bao gồm cả việc loại bỏ và bán hơn một phần ba quần thể vào năm 1992. Kể từ đầu những năm 1990, các hồ sơ chặt chẽ của quần thể đã được lưu giữ và các nghiên cứu đã được thực hiện để xác định tác động của những con ngựa này tới môi trường của chúng. Mặc dù được coi là một loài kỳ lạ, ngoại lai trong vườn quốc gia, nhưng chúng được phép ở lại là do mối quan hệ của chúng với lịch sử của đất nước này cũng như do sức lôi cuốn như là một điểm thu hút khách du lịch.

## Đặc điểm
Màu phổ biến nhất của ngựa sa mạc Namib là hồng (ngựa hồng là ngựa có màu nâu hung đỏ), mặc dù có một vài con có màu nâu hạt dẻ và màu nâu. Gen cho màu xám không xảy ra ở giống này. Có rất nhiều cá thể với vằn lưng nhưng không phải là các vằn của ngựa vằn. Không có màu sắc khác đã được ghi nhận. Các con ngựa Namib là ngựa có dáng lực lưỡng, cơ bắp, chân cân đối, và xương khỏe. Chúng ngắn lưng với vai chéo và u vai khá lớn. Những con ngựa này có bề ngoài của những con ngựa cưỡi được chăm sóc tốt ở đầu, da và bộ lông. Nói chung, chúng có hình thể tốt, với ít dị hình. Dị tật móng guốc thỉnh thoảng thấy ở ngựa con, có thể là do chấn thương móng khi phải di chuyển đi xa. 

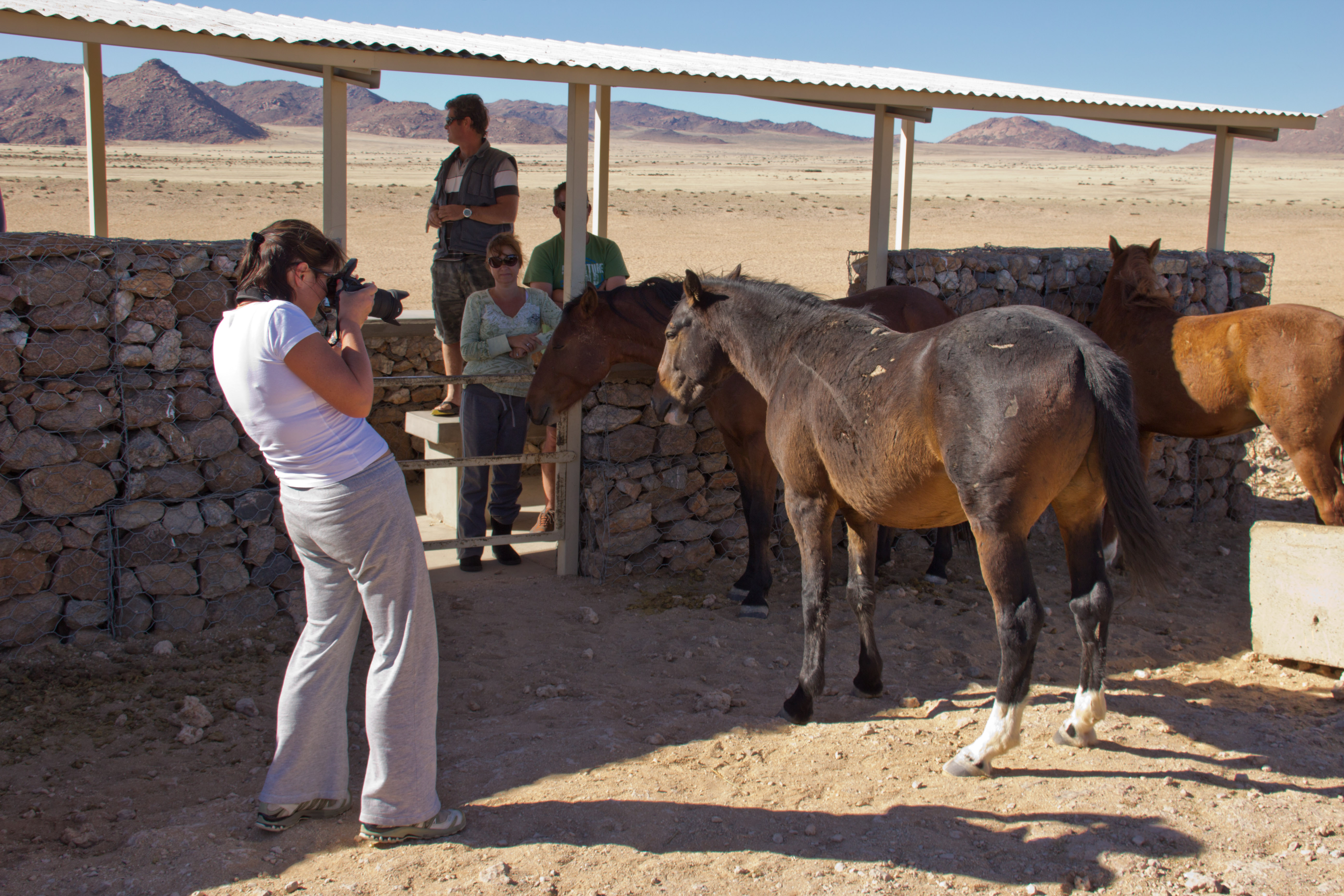
Một con ngựa sa mạc

Các nhà khoa học nghiên cứu những con ngựa đánh giá tình trạng cơ thể của chúng trên một thang đánh giá từ một (xuất sắc) đến năm (rất kém), chủ yếu dựa trên trọng lượng ước tính và sự rắn chắc của cơ bắp. Những con ngựa này có xu hướng vẫn ở tình trạng trên trung bình, mặc cho môi trường khắc nghiệt mà chúng sinh sống, với ngựa đực có tình trạng trung bình tốt hơn so với ngựa cái. Trong những đợt hạn hán nghiêm trọng, số điểm đánh giá cơ thể trung bình giảm xuống, nhưng ngay cả khi đó thì những con ngựa này vẫn được tìm thấy với số điểm cơ thể vừa phải và của toàn đàn thì chưa bao giờ ở tình trạng rất xấu.
Tình trạng của những con ngựa có tương quan trực tiếp với lượng mưa, thông qua một sự tương quan với thức ăn sẵn có, nhiệt độ, khoảng cách giữa nguồn thức ăn và nguồn nước và hao phí năng lượng cá thể cũng đóng một vai trò nhất định. Các nghiên cứu trong những năm 1990 không tìm thấy bằng chứng của bệnh ngựa trong quần thể và rất ít ký sinh ngoài. Điều tra xác chết tìm thấy bốn loại ký sinh trùng giun tròn sống trong cơ thể hiện diện (Strongylidae, giun kim nhỏ và lớn và Ascarididae), cũng như ấu trùng ruồi trâu.

## Tập tính
Phạm vi sinh sống của ngựa sa mạc Namib trong sa mạc Namib về phía bắc đến sông Koichab, thường khô cằn, và về phía tây đến Vách Đứng Lớn (Great Escarpment). Các đoàn ngựa đi khắp nơi cùng nhau, ít tới mức chỉ bao gồm hai con, mặc dù nói chung các đoàn này có nhiều hơn. Trong những quan sát giai đoạn từ năm 1993 đến năm 2003, từ 6 đến 11 đoàn đã được xác định, bao gồm một hỗn hợp của các đàn độc thân, các nhóm sinh sản và các nhóm ngựa đực hợp tác (các nhóm có trên một con đực chia sẻ nhiệm vụ sinh sản).
Ngựa sa mạc Namib di chuyển rộng để tìm kiếm thức ăn, nước uống và chỗ trú ẩn từ môi trường và tránh côn trùng. Một nghiên cứu năm 1994 phát hiện ra rằng chúng có một phạm vi sinh sống trung bình 13 dặm vuông (34 km2), mặc dù không phải tất cả trong số đó là đi qua mỗi ngày. Chúng phải vượt qua những khoảng cách đáng kể, nhiều tới 15–20 km (9-12 dặm) giữa một ít các nguồn nước hiện có và các nguồn gặm cỏ tốt nhất. Điều này tạo ra áp lực chọn lọc nghiêm trọng và loại bỏ các con vật yếu từ đàn. Khi khan hiếm thức ăn, chúng có thể tái chế phân của mình, giờ đây phân là chất dinh dưỡng quan trọng, thiếu chất khoáng là bản án tử hình cho nhiều con ngựa.

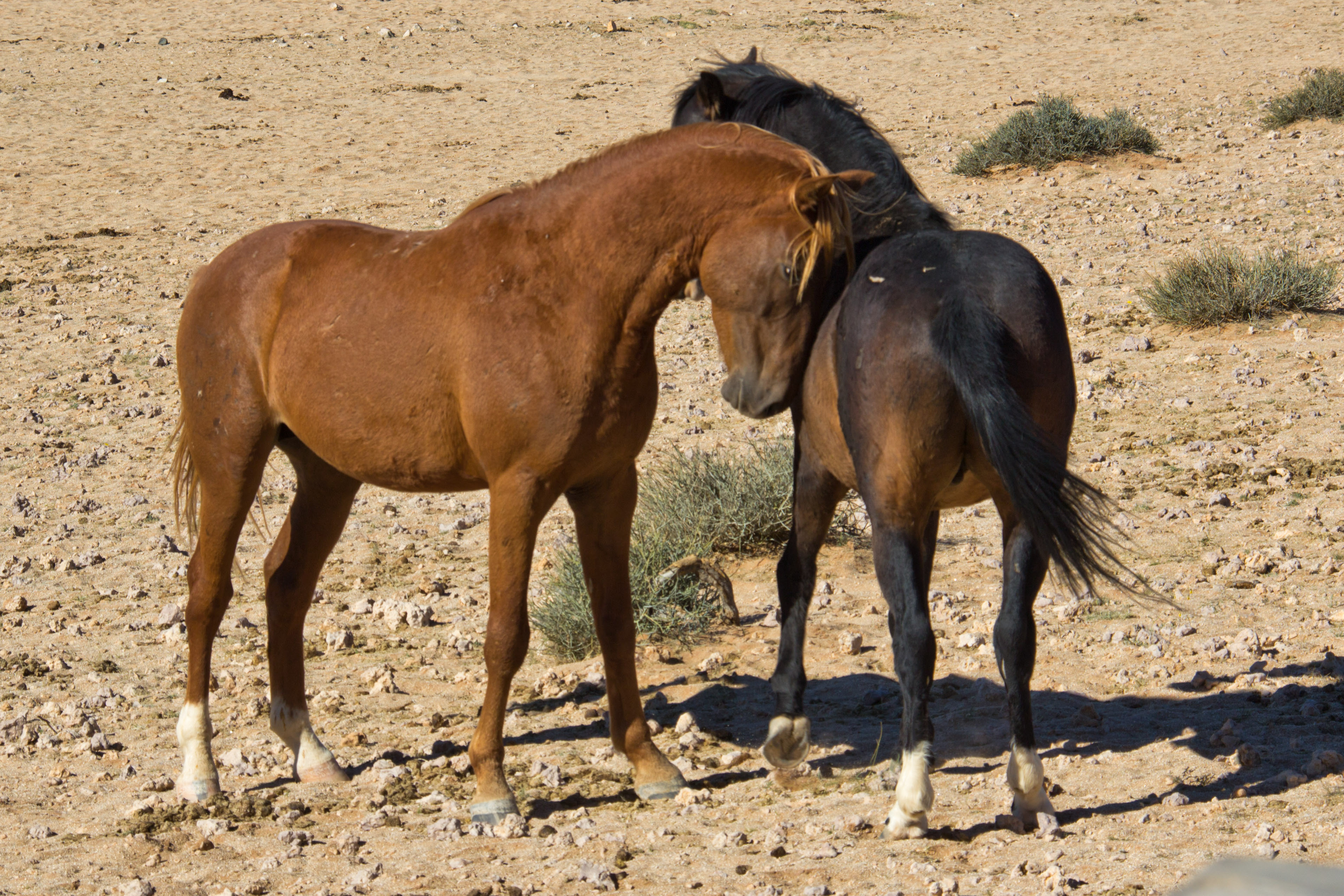
Hai con ngựa sa mạc

Do tình trạng khan hiếm nước, các con ngựa sa mạc Namib đôi khi phải sống thiếu nước tới 30 giờ vào mùa hè và đã được biết đến gần 72 giờ thiếu nước trong mùa đông, dài hơn đáng kể so với hầu hết các loại ngựa, thậm chí cả các đàn ngựa đi hoang khác. Một nghiên cứu năm 1991 cho rằng trong 75 năm cô lập di truyền và sự khan hiếm nước quần thể này đã phát triển các cơ chế sinh lý để cải thiện khả năng giữ gìn nước của chúng.
Năm 1993, một nghiên cứu thứ hai cho thấy khả năng giữ gìn nước sinh lý không khác biệt giữa ngựa sa mạc Namib và các quần thể khác khi thời gian mất nước lên đến 60 giờ, nhưng cho rằng ngựa sa mạc Namib sẽ cho thấy khả năng giữ gìn được cải thiện khi thời gian mất nước kéo dài lên đến 72 giờ, một sự xảy ra phổ biến ở trạng thái đi hoang của chúng.
Những con ngựa, đặc biệt là ngựa con non và cá thể chưa thành niên, cung cấp nguồn thực phẩm chính ở miền nam sa mạc Namib cho những con linh cẩu đốm, cùng với linh dương Oryx gazella và linh dương nhảy springbok. Tuy nhiên, sự sẵn có của các thực phẩm khác dường như có ảnh hưởng đáng kể lên tỷ lệ ăn thịt ngựa. Báo hoa mai và chó rừng lưng đen cũng săn những con ngựa tơ, mặc dù điều này là hiếm hơn. Các điều kiện môi trường khắc nghiệt mà chúng sinh sống là nguyên nhân chính gây tử vong ở ngựa sa mạc Namib vì chúng gây ra tình trạng mất nước, suy dinh dưỡng, kiệt sức và què quặt.
Các động vật đồng bằng lớn khác, như ngựa vằn núi, có thể đã từng thỉnh thoảng sử dụng các khu vực gặm cỏ trong các thời kỳ mưa nhiều, nhưng sự can thiệp của con người (bao gồm rào chắn xung quanh các phần đất và việc săn bắn) đã loại bỏ hoặc làm giảm đáng kể sự di chuyển của các loài động vật trong khu vực. Ngựa vằn núi Hartmann có nguy cơ tuyệt chủng sinh sống trong vườn ngựa vằn núi Naukluft thuộc vườn quốc gia Namib-Naukluft, nhưng phạm vi sinh sống của chúng không giao cắt với phạm vi sinh sống của ngựa sa mạc Namib.

## Di truyền học
Kết quả xét nghiệm di truyền được công bố vào năm 2001 chỉ ra rằng ngựa sa mạc Namib là một trong những quần thể ngựa cô lập nhất trên thế giới, với các biến thể di truyền thấp thứ hai trong số tất cả các quần thể ngựa đã được nghiên cứu cho đến nay. Điều này một phần là do quần thể khai sinh nhỏ của chúng, và quần thể hiện đại nói chung là nhỏ, càng nhỏ hơn trong các thời kỳ hạn hán.
Mặc cho quần thể sinh sản ngựa nhà ban đầu mà từ đó những con ngựa này được sinh ra là lớn, ít nhất một nút cổ chai di truyền đã xảy ra trong lịch sử nhân giống của nhóm ngựa này, dẫn đến sự suy giảm đáng kể trong biến thể di truyền trong một thời gian tương đối ngắn. Mặc dù quy mô quần thể tối thiểu lý tưởng cho biến đổi gen là khoảng 200 con ngựa, nhưng phạm vi hiện tại không thể hỗ trợ quần thể này căn cứ vào lượng mưa trung bình. Các ước tính cho một quần thể tối thiểu cần thiết để duy trì tính hiệu quả di truyền dao động trong khoảng từ 100 tới 150 con.
Thử nghiệm năm 2001 cho thấy ngựa sa mạc Namib là một phần của nhóm ngựa phương Đông, gần gũi nhất về mặt di truyền với ngựa Ả Rập, mặc dù sự kết hợp này cũng là khá xa. Chúng gần với ngựa Ả rập hơn là với ba giống ngựa Nam Phi đã thử nghiệm, gồm ngựa lùn Nooitgedacht, ngựa lùn Boer và ngựa lùn Basuto.
Do tính tương đồng di truyền với ngựa Ả Rập là xa xôi, nên chúng không giống với ngựa Ả Rập ở hình dáng bên ngoài, mặc dù cả hai đều là loại "nóng máu", làm cho cả hai đều là động vật lực lưỡng, cơ bắp săn chắc. Hơn nữa, trong các nghiên cứu kiểu máu được thực hiện trong những năm 1990, một biến thể mới đã được ghi nhận. Sự vắng mặt của nó từ các mẫu máu của tất cả các giống ngựa khác chỉ ra sự hiện diện của một đột biến có thể xảy ra sau khi những con ngựa đã sinh sống trong sa mạc.

## Lịch sử

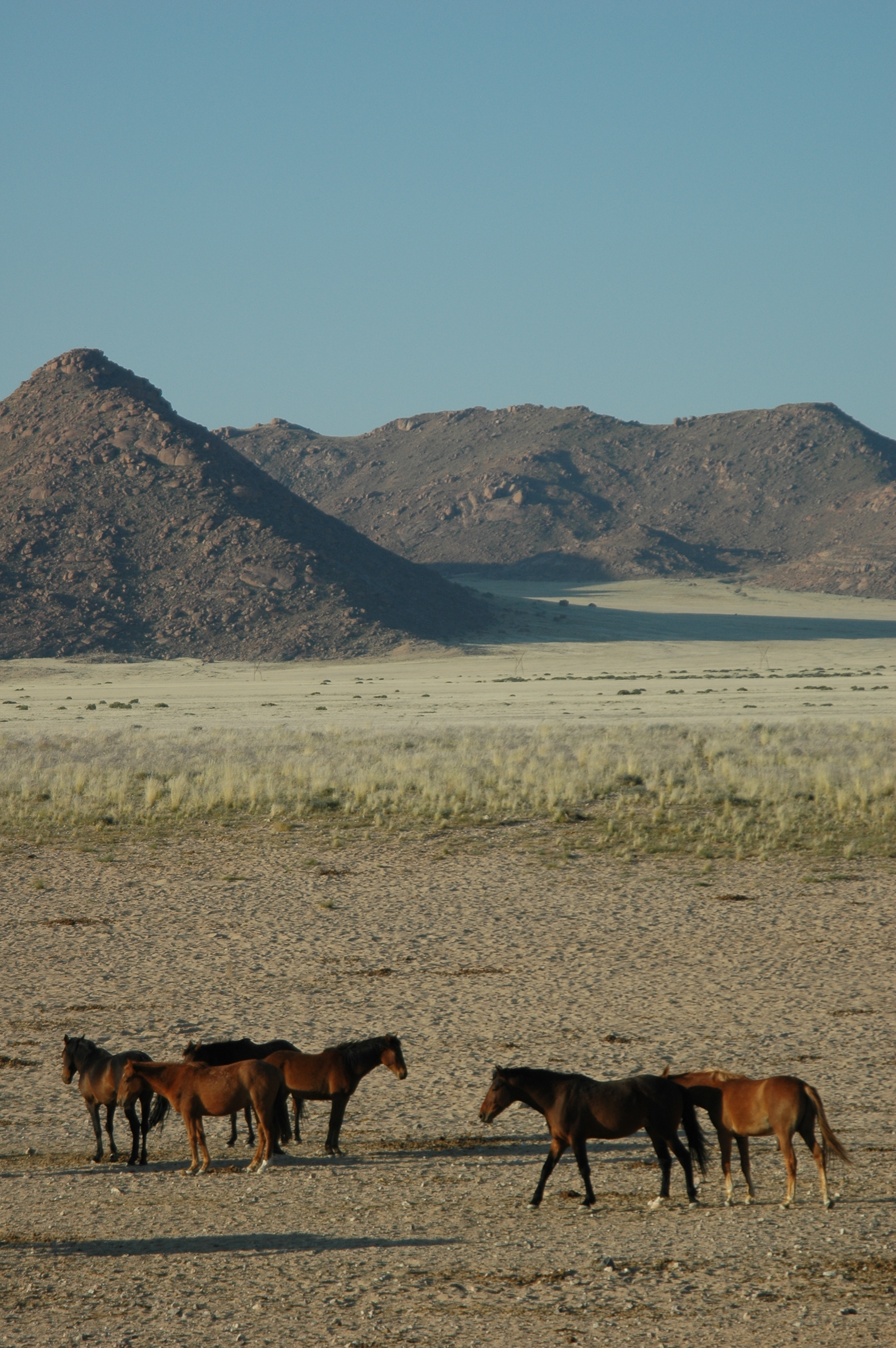
Một đàn ngựa

Nam Phi không có các quần thể ngựa bản địa, vì vậy nguồn gốc của ngựa sa mạc Namib có thể truy dấu vết từ các đàn ngựa nhập khẩu. Có nhiều giả thuyết về tổ tiên của ngựa sa mạc Namib và câu chuyện thực tế có thể không bao giờ được biết đến.
Một giả thuyết cho rằng một tàu chở hàng mang giống ngựa Thuần Chủng (Thoroughbreds) đến Úc và bị đắm gần sông Orange, và những con ngựa mạnh khỏe đã bơi vào bờ và di chuyển tới bình nguyên Garub, quê hương của ngựa sa mạc Namib, gần Aus, Namibia.
Một giả thuyết khác cho rằng chúng sinh ra từ giao phối chéo giữa ngựa Cape và ngựa lùn Basuto, những con ngựa cưỡi của những kẻ cướp người Khoikhoi đã đi từ Nam Phi tới phía bắc sông Orange.
Thuyết có khả năng nhất là ngựa sa mạc Namib sinh ra từ sự kết hợp của ngựa quân đội Nam Phi thoát chạy ra tự nhiên và ngựa Đức sinh sản ở Namibia. Trong Thế chiến I, những con ngựa đã được sử dụng trong các chiến dịch tại Namibia giữa quân bảo hộ (Schutztruppe) Đức và quân đội Nam Phi, và một số ngựa đã trốn thoát hoặc đã được thả vào sa mạc.
Trước thời gian này, nam tước người Đức là Von Wolf đã xây dựng lâu đài Dunwisib ở rìa sa mạc Namib, nơi ông nuôi một đàn ngựa khoảng 300 con. Von Wolf đã chết trong chiếu trận ở châu Âu trong Thế chiến I, và trang trại của ông bị bỏ hoang, bỏ lại những con ngựa của ông trên vùng đất không có rào chắn khá gần với khu vực mà ngựa sa mạc Namib ngày nay lang thang.
Các con ngựa sa mạc Namib có kiểu hình giống với những con ngựa mà von Wolf đã nuôi hay những con ngựa mà các binh sĩ trong kỷ nguyên Thế chiến I đã cưỡi hơn là những con ngựa mà bộ lạc Khoikhoi đã cưỡi, làm cho câu chuyện thứ ba này là nhiều khả năng hơn. Bằng chứng di truyền trong nghiên cứu năm 2001 cho ít hơn sự tin tưởng vào nguồn gốc từ ngựa của von Wolf. Tuy nhiên, nghiên cứu này sử dụng ngựa Thoroughbreds, ngựa Hackney và ngựa Trakehner trong chương trình lai tạo của mình, chứ không phải là ngựa Ả Rập mà ngựa Namib là tương tự nhất về mặt di truyền.
Tìm kiếm trong kho lưu trữ các hoạt động gây giống ngựa trước năm 1914 tìm thấy tại Windhoek, kết hợp với các nghiên cứu kiểu máu, cho thấy những con ngựa này có nguồn gốc từ một tổ hợp gen của động vật cưỡi chất lượng cao, chứ không phải từ ngựa thồ. Một nghiên cứu công bố năm 2005 củng cố thuyết cho rằng ngựa sa mạc Namib là hậu duệ từ sự kết hợp của dòng dõi sinh sản nguồn gốc châu Âu với ngựa quân sự đã trốn thoát. Một nguồn có thể của dòng dõi sinh sản là một nông trại gây giống ngựa chọn lọc gần Kubub, do Emil Kreplin (trước đây là thị trưởng vùng Luderitz) thuê từ năm 1911 đến năm 1919.
Các album ảnh từ trang trại gây giống chọn lọc này chỉ ra những con ngựa vật với hình thể và dấu vết tương tự như những gì thấy ở ngựa sa mạc Namib hiện đại. Ngoài ra, vào đầu năm 1915, trong những trận đánh của chiến tranh thế giới I, một máy bay Đức đã ném bom vào một trại quân sự Nam Phi gần Garub. Một lượng vũ khí dường như đã nhắm vào mục tiêu cụ thể là vùng đất chứa một đàn 1.700 con ngựa chăn thả, với mục đích phân tán chúng. Những con vật quân đội đã trốn thoát này có thể đã gia nhập vào đàn động vật bị mất từ trang trại gây giống ngựa chọn lọc của Kreplin trong tình trạng hỗn loạn của cuộc chiến. Ngựa trong khu vực có thể đã tụ tập ở vài nơi có nước trong dãy núi Aus và Garub.

## Năm 1970 đến nay
Ngựa sa mạc Namib ban đầu buộc phải cạnh tranh với gia súc thả rông của nông dân vào cùng một vùng đất nơi những con ngựa này gặm cỏ. Một phần là do sự cạnh tranh nguồn thức ăn gia súc hạn chế, những con ngựa này gần như đã tuyệt chủng. Tuy nhiên, chúng đã được cứu một phần là do những nỗ lực của Jan Coetzer, nhân viên của Mỏ kim cương Consolidated (CDM hoặc DBCM), khai thác mỏ ở một phần của Sperrgebiet. Garub là một trạm cấp nước cho các đầu máy xe lửa hơi nước đến năm 1977, khi đầu máy diesel chiếm lĩnh tuyến đường này. 

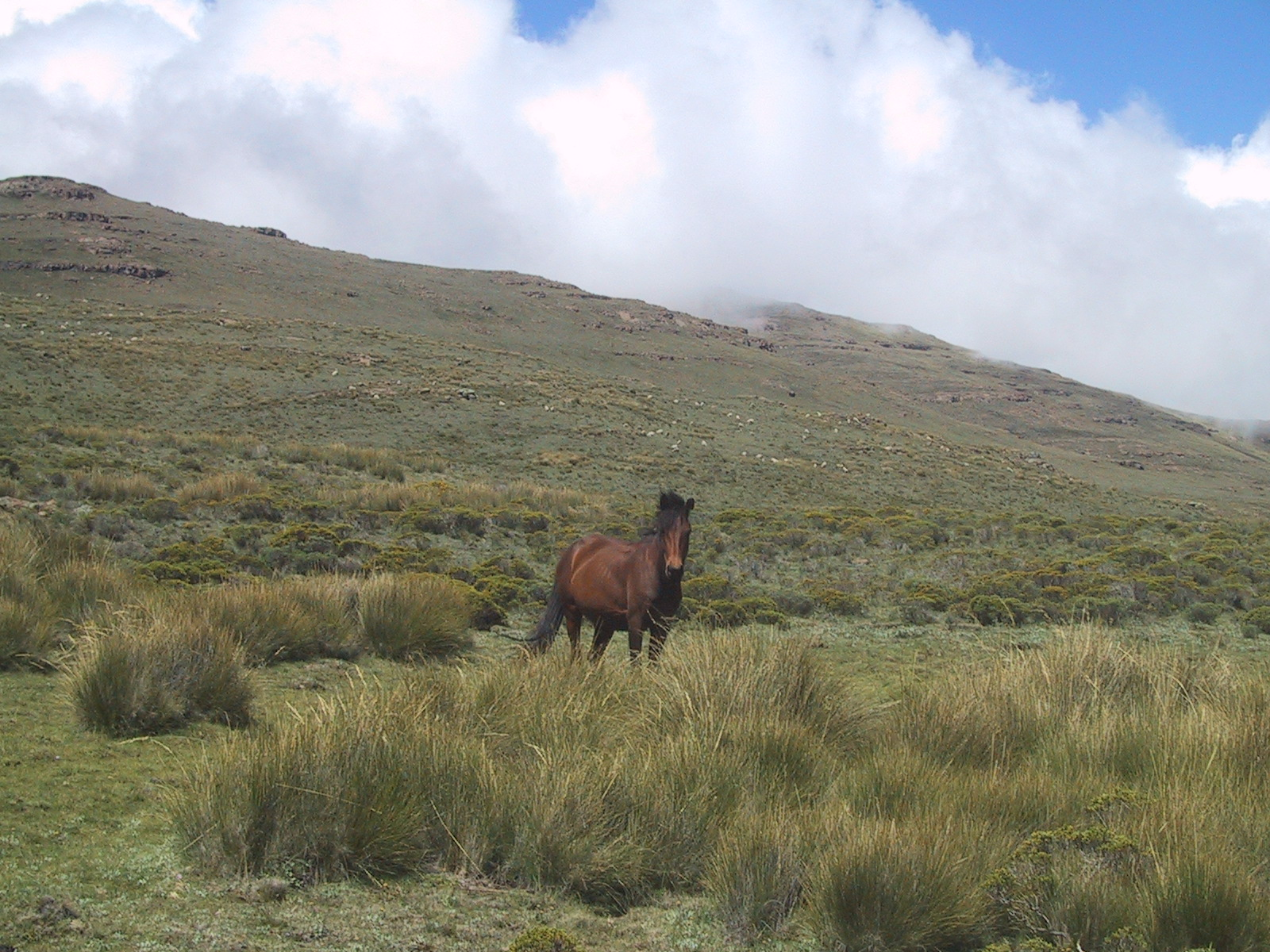
Một con ngựa đang ở trên đồi

Những con ngựa, trước đó đã sống sót nhờ nguồn nước bơm cho các đầu máy xe lửa, bị đặt trong tình trạng nguy hiểm khi việc bơm nước dừng lại, với một số con ngựa chết vì mất nước. Coetzer kiến nghị CDM tiếp tục cung cấp nước cho những con ngựa, công việc mà họ đã làm trong năm 1980 bằng cách lắp đặt các bồn chứa và một máng nước. Trong giai đoạn từ năm 1964 tới năm 1984, ước tính quần thể dao động trong khoảng 50 tới 200 con ngựa, nhưng nói chung trung bình từ 140 đến 160 con. Năm 1984, một cuộc kiểm đếm trên không được thực hiện đã phân biệt 168 con ngựa, trong khi quan sát trên mặt đất vào năm 1988 ước tính vào khoảng 150 tới 200 con.
Vào giữa thập niên 1980, môi trường sống của ngựa sa mạc Namib đã được gộp thành một phần của vườn quốc gia Namib-Naukluft, khu bảo tồn thú hoang săn bắn thể thao lớn nhất ở châu Phi. Năm 1986, sau khi mở rộng vườn quốc gia này, một phong trào đã diễn ra nhằm loại bỏ tất cả những con ngựa (được coi là loài kỳ dị); phản đối kịch liệt của công chúng đã ngăn không cho điều này xảy ra. Năm sau, 10 con ngựa đã được rút khỏi vườn quốc gia cho mục đích nghiên cứu và tám con khác để làm ngựa tuần tra tại Vườn quốc gia Etosha, mặc dù đã không thành công trong việc sử dụng sau này.
Năm 1992, khi Namibia giành được độc lập và hạn hán lan rộng ở phía nam châu Phi, một quyết định đã được thực hiện để giảm quần thể, khi đó ước tính khoảng 276 con. Trong tháng Sáu, 104 con bị bắt và đem bán, nhưng nhiều cá thể không thích nghi với môi trường sống mới và đến năm 1997 có ít nhất một nửa trong số này đã chết. Năm 1997, trong quần thể 149 con ngựa, 35 con lựa chọn theo độ tuổi, giới tính và mức độ của mối quan hệ di truyền, đã được loại ra với mục đích là để bán đấu giá.
Những con ngựa này đã được nhốt trong bãi rào kín trong sáu tuần, trong thời gian đó các con ngựa đực trở nên rất hung dữ và phải được cách ly; sau đó cuộc đấu giá bị hủy bỏ và những con ngựa được thả trở về nơi sống cũ của chúng. Bắt đầu vào tháng 12 năm 1993, việc kiểm đếm quần thể bán niên đã được hoàn thành. Giai đoạn từ năm 1993 tới năm 2005, số lượng của đàn ngựa này dao động trong khoảng 89 tới 149 con, với kiểm đếm năm 1999-2001 cho con số quần thể dưới 100 con. Mặc dù một vài nỗ lực ban đầu đã được thực hiện nhằm tiêu diệt những con ngựa này do mối đe dọa có thể có đối với môi trường sống của dê rừng, ngày nay chúng được bảo vệ bởi Cục Bảo tồn Thiên nhiên Tây Nam Phi/Namibia.

## Tranh cãi
Ngựa sa mạc Namib có khả năng là đàn ngựa đi hoang duy nhất ở châu Phi. Có mối e ngại trong một số khu vực dân cư rằng những con ngựa có ảnh hưởng tiêu cực đến môi trường sống của họ, thông qua việc gặm cỏ quá mức và cạnh tranh với các loài bản địa. Trong khi các loài kỳ dị, như ngựa sa mạc Namib, nói chung là không mong muốn trong vườn quốc gia Namib-Naukluft, thì những con ngựa là một trường hợp đặc biệt, do mối quan hệ chặt chẽ của chúng với lịch sử Namibia, sự nổi tiếng của chúng với du khách, và sự hấp dẫn của chúnng như là các đối tượng cho các nghiên cứu tình huống về những đàn ngựa đi hoang. 

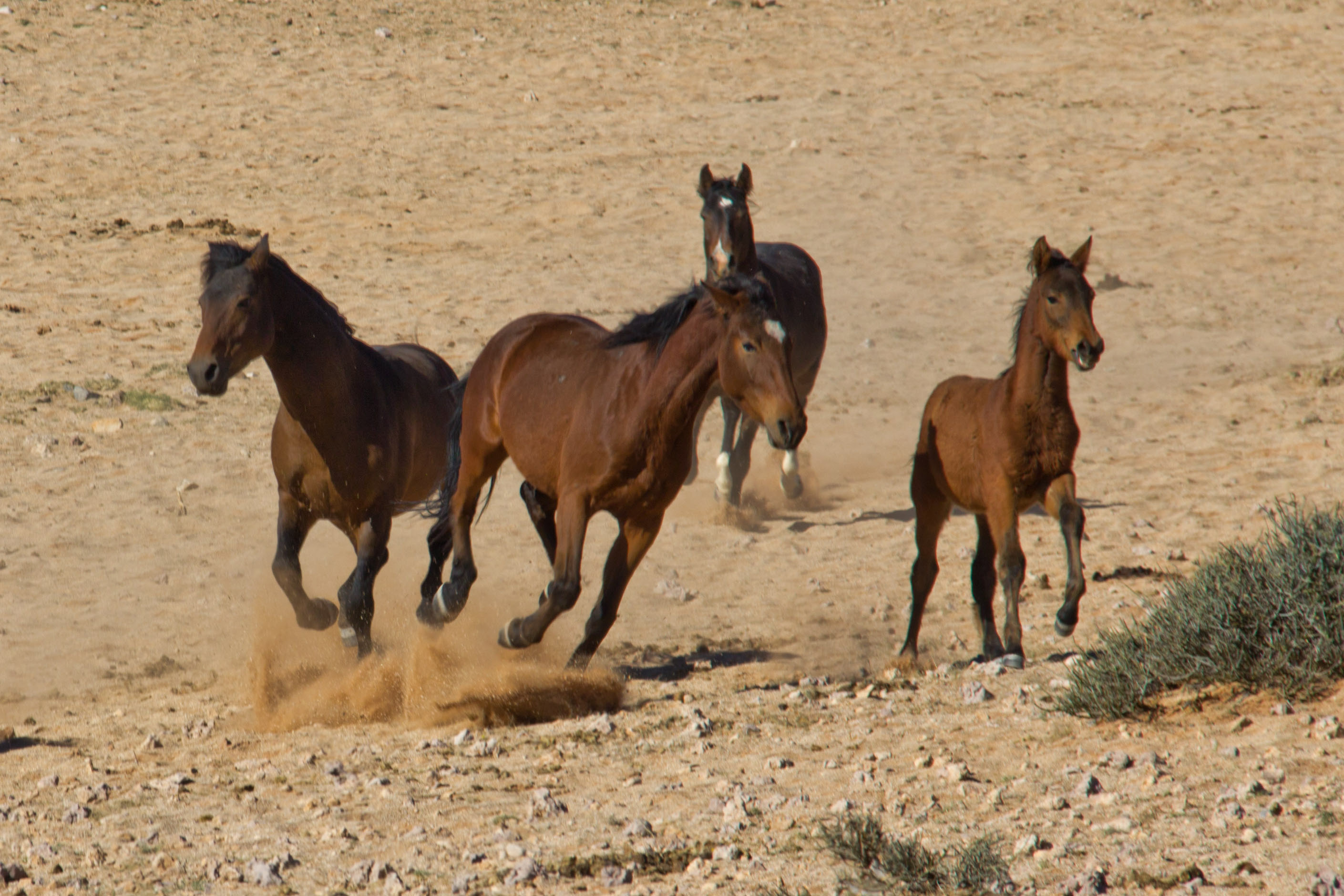
Một đàn ngựa đang được bảo tồn

Tuy nhiên, các nghiên cứu trong năm 2003 và năm 2004 thấy rằng trong khi khu vực khoảng 100 mét (330 ft) xung quanh khu vực tưới nước tại Garub chịu ảnh hưởng của những con ngựa thì không có sự xáo trộn đáng kể nào đối với các khu vực bên ngoài bán kính này. Số lượng và số loài thực vật tìm thấy bên ngoài khu vực tưới nước dường như chịu nhiều ảnh hưởng bởi lượng mưa hơn là bởi những con ngựa, có lẽ do mật độ quần thể thấp và gặm cỏ luân phiên tự nhiên. Do thiếu sự ảnh hưởng đến thảm thực vật của những con ngựa này, không chắc rằng chúng có ảnh hưởng đáng kể tới các quần thể động vật có vú nhỏ.
Những con ngựa này dường như cũng không có ảnh hưởng nào có thể đo lường được tới bất kỳ loài thực vật hay động vật dễ bị tổn thương hoặc bị đe dọa, mà trong một số trường hợp bị đe dọa nhiều hơn bởi ảnh hưởng của con người. Do những con ngựa này bị giới hạn trong một khu vực chăn thả nhất định và các động vật ăn cỏ lớn bản địa thì không bị như vậy nên những con ngựa này không gây nguy hiểm cho các loài thứ hai này. Những con ngựa sa mạc Namib ban đầu được biết đến bởi người dân địa phương như là "ngựa ma", do chúng chủ yếu là tránh xa nơi ở của con người và hiếm khi được nhìn thấy.
Tuy nhiên, khi vùng đất gặm cỏ của chúng được coi là một phần của khu bảo tồn thú hoang sắn bắn, thì chính sách can thiệp hạn chế đã được đưa ra để khuyến khích hỗ trợ cho những con ngựa khi cần thiết, đã đem những con ngựa này vào mối tiếp xúc gần gũi hơn với con người. Điều này cũng bao gồm tiếp xúc gần hơn với khách du lịch đến Namibia, những người thường xuyên nhìn thấy chúng tại các có nước tại Garub và gần đường chính cắt ngang qua nơi gặm cỏ của chúng.
Trong khi những con ngựa ghi điểm với việc mang tiền của khách du lịch đến Namibia, cũng có những mối e ngại về các tương tác ngựa - người tiêu cực, trong đó bao gồm các tai nạn xe cộ, sự phá vỡ các khu vực nhạy cảm của những người tìm kiếm những con ngựa và sự phá vỡ động lực học của đàn do trở nên quá quen hoặc quá phụ thuộc vào con người.